# Коски, Барри
Барри Коски (англ. Barrie Kosky; род. 1967, Мельбурн) — австралийский театральный, преимущественно оперный, режиссёр, либреттист. В настоящее время работает преимущественно в Германии (главный режиссёр Комише опер, Берлин).

## Биография
Родился в 1967 году в Мельбурне в семье потомков еврейских эмигрантов из Европы. Учился в Мельбурнской школе, где впервые попробовал себя в роли режиссёра. Занимался в Молодежном центре искусств Сент-Мартинс (St Martins Youth Arts Centre). С 1985 года изучал историю музыки и игру на фортепиано в Мельбурнском университете (University of Melbourne).
В 1989 году поставил оперу М. Типпетта «Сад-лабиринт» (австралийская премьера) на Мельбурнском международном фестивале искусств (Melbourne International Arts Festival). В 1990 году основал театр Гилгул (Gilgul Theatre), которым руководил до 1997 года. В нём он в 1993 году поставил цикл спектаклей «The Exile Trilogy», включая «Диббук» Семёна Ан-ского.
В 1991 году в Опере штата Виктория (Victorian State Opera) Коски поставил «Свадьбу Фигаро» и «Севильского цирюльника». В 1993 году осуществил премьеру оперы Ларри Сицки «Голем» в Австралийской опере, поставил «Фауста» И. В. Гёте для Мельбурнской театральной компании (Melbourne Theatre Company) и «Царя Эдипа» И. Ф. Стравинского в Опере Квинсленда (Opera Queensland). В 1996 году поставил «Набукко» и «Летучего голландца» в Австралийской опере; последняя работа побывала на гастролях в театре Аалто (Aalto-Musiktheater) в Эссене, Германия.
В 1996 году назначен директором Фестиваля искусств Аделаиды (Adelaide Festival of Arts), став самым молодым обладателем этой должности в истории фестиваля. Вскоре вышел документальный фильм «Коски в раю» (Kosky In Paradise) о режиссёре.
В 2001—2005 годах поставил в Венском театре «Медею» Еврипида, спектакль был номинирован на театральную премию Nestroy Theatre Prize. «Орфей» К. Монтеверди в постановке Коски шёл в Берлинской государственной опере, «Лоэнгрин» — в Венской опере.
В 2006 году восьмичасовой спектакль «Последнее эхо» (The Lost Echo) по поэме «Метаморфозы» Овидия и трагедии «Вакханки» Еврипида получил пять премий Хелпманна (Helpmann Award).
В 2010—2011 годах поставил тетралогию Р. Вагнера «Кольцо нибелунга» в Оперном театре Ганновера.
С 2012 года занимает должность главного режиссёра берлинской Комише опер, в котором поставил (в том числе в копродукции с другими театрами) оперы К. Вайля, Дж. Верди, К. Монтеверди, В. А. Моцарта, М. П. Мусоргского, Ж. Оффенбаха, Дж. Пуччини, А. Шёнберга, Д. Д. Шостаковича и др., ораторию «Семела» Г. Ф. Генделя, некоторые малоизвестные оперетты, спектакли на собственные либретто (например, «М – город ищет убийцу» М. Эггерта по фильму Ф. Ланга, 2019). В спектакле «Волшебная флейта», поставленном в Комише опер совместно с группой «1927» (Сьюзен Андрейд, Пол Бэррит), соединил театр с мультипликацией. Как руководитель Комише опер в 2014 году стал лауреатом премии International Opera Awards в номинации «Лучший директор».
В 2015 году дебютировал на Глайнборнском фестивале, осуществив сценическую постановку оратории «Саул» Г. Ф. Генделя. В 2017 году дебютировал на Байройтском фестивале с оперой «Нюрнбергские мейстерзингеры», став, по некоторым свидетельствам, первым режиссёром еврейского происхождения в истории фестиваля. В 2019 году впервые работал на Зальцбургском фестивале: поставил оперетту Ж. Оффенбаха «Орфей в аду». В 2021 году дебютировал на Экс-ан-Прованском фестивале постановками двух опер: «Фальстаф» Джузеппе Верди и «Золотой петушок» Николая Римского-Корсакова.
Сотрудничал с дирижёрами А. Болтоном, Ф. Йорданом, И. Метцмахером, В. М. Юровским, солистами Й. Дэвисом, Е. И. Никитиным, А. С. фон Оттер, Дж. Томлинсоном, Ф. Фаджоли, К. Ф. Фогтом и др.

## Гастроли спектаклей Коски в России
В 2009 году в рамках московского фестиваля «Территория» на сцене театра «Мастерская Петра Фоменко» была показана опера Лизы Лим «Навигатор» в постановке Барри Коски (копродукция Фестиваля в Брисбене и Международного фестиваля искусств в Мельбурне, 2008).
Спектакль Комише опер «Волшебная флейта» в постановке Коски и группы «1927» (Сьюзен Андрейд, Пол Бэррит) гастролировал в Москве, на Новой сцене Большого театра, в 2017 году.